# Paul Tibbets
Paul Warfield Tibbets, Jr. (Quincy, 23 februari 1915 – Columbus, 1 november 2007) is bekend als Amerikaanse piloot van de Enola Gay, het vliegtuig dat boven Hiroshima de eerste atoombomaanval uit de geschiedenis uitvoerde.

## Levensloop
Tibbets was een zoon van Paul Warfield Tibbets en Enola Gay Haggard. Op 25 februari 1937 nam hij dienst in het Amerikaanse leger als cadet bij de legerluchtmacht in Fort Thomas, Kentucky. In 1942 voerde hij bombardementsvluchten uit vanuit Engeland, en later in het Middellandse Zeegebied. Vervolgens werd hij overgeplaatst naar de Verenigde Staten waar hij testpiloot werd van B-29 bommenwerpers. In september 1944 werd hij geselecteerd voor een speciale planningsgroep die zich met het afwerpen van atoombommen zou gaan bezighouden.
Op 5 augustus 1945 gaf hij als kolonel de B-29 44-86292, de bijnaam Enola Gay, naar zijn moeder, die op haar beurt naar de hoofdpersoon van een roman was genoemd. Het toestel vertrok op 6 augustus 1945 van Tinian naar Japan, met Tibbets als gezagvoerder over de twaalfkoppige bemanning. Aan boord was een 4,5 ton zware atoombom die Little Boy werd genoemd. Omstreeks 8:15 uur in de ochtend (plaatselijke tijd) werd deze boven Hiroshima afgeworpen. Bij de explosie kwamen 78.000 mensen om, en door stralingsziekten verloren later nog eens 60.000 mensen het leven. Deze aanval, en die op Nagasaki enkele dagen later, dwong Japan tot overgave en maakte aldus een invasie, die waarschijnlijk zeer bloedig zou zijn geworden, overbodig.
In 1959 werd Tibbets gepromoveerd tot brigadegeneraal. Hij ging met pensioen op 31 augustus 1966. Tibbets getuigde in 1975 desgevraagd "dat het zijn vaderlandslievende plicht was en dat hij had gedaan wat juist was. Ik ben er niet trots op dat ik 80.000 mensen heb gedood, maar ik ben er wel trots op dat ik de missie uit het niets kon plannen en met zoveel succes heb uitgevoerd".
Paul Tibbets overleed eind 2007, 92 jaar oud, in zijn huis in de Amerikaanse staat Ohio. Naar verluidt wenste Tibbets geen begrafenis en geen grafsteen uit angst dat het critici een plek zou geven om te protesteren.

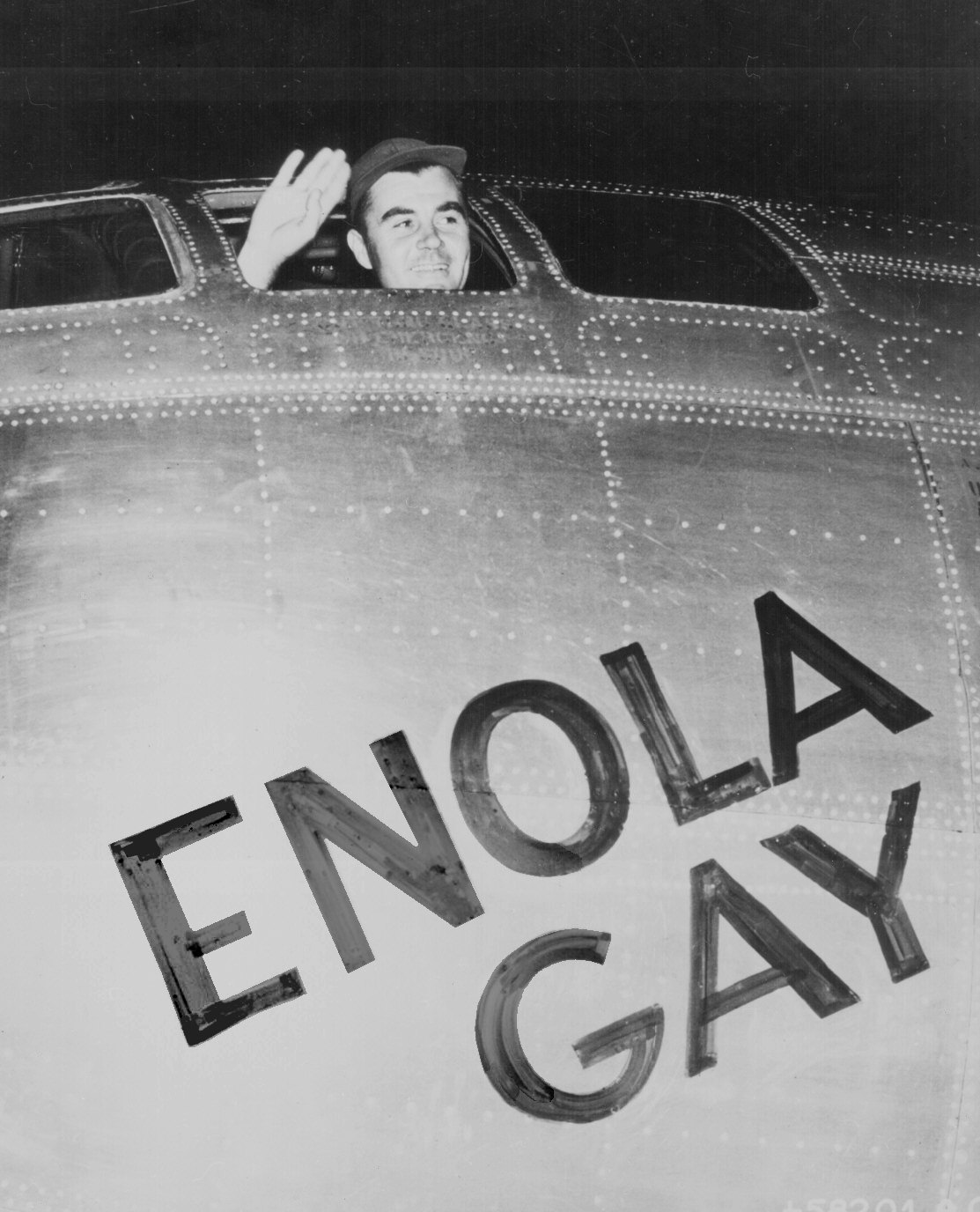
Paul Tibbets
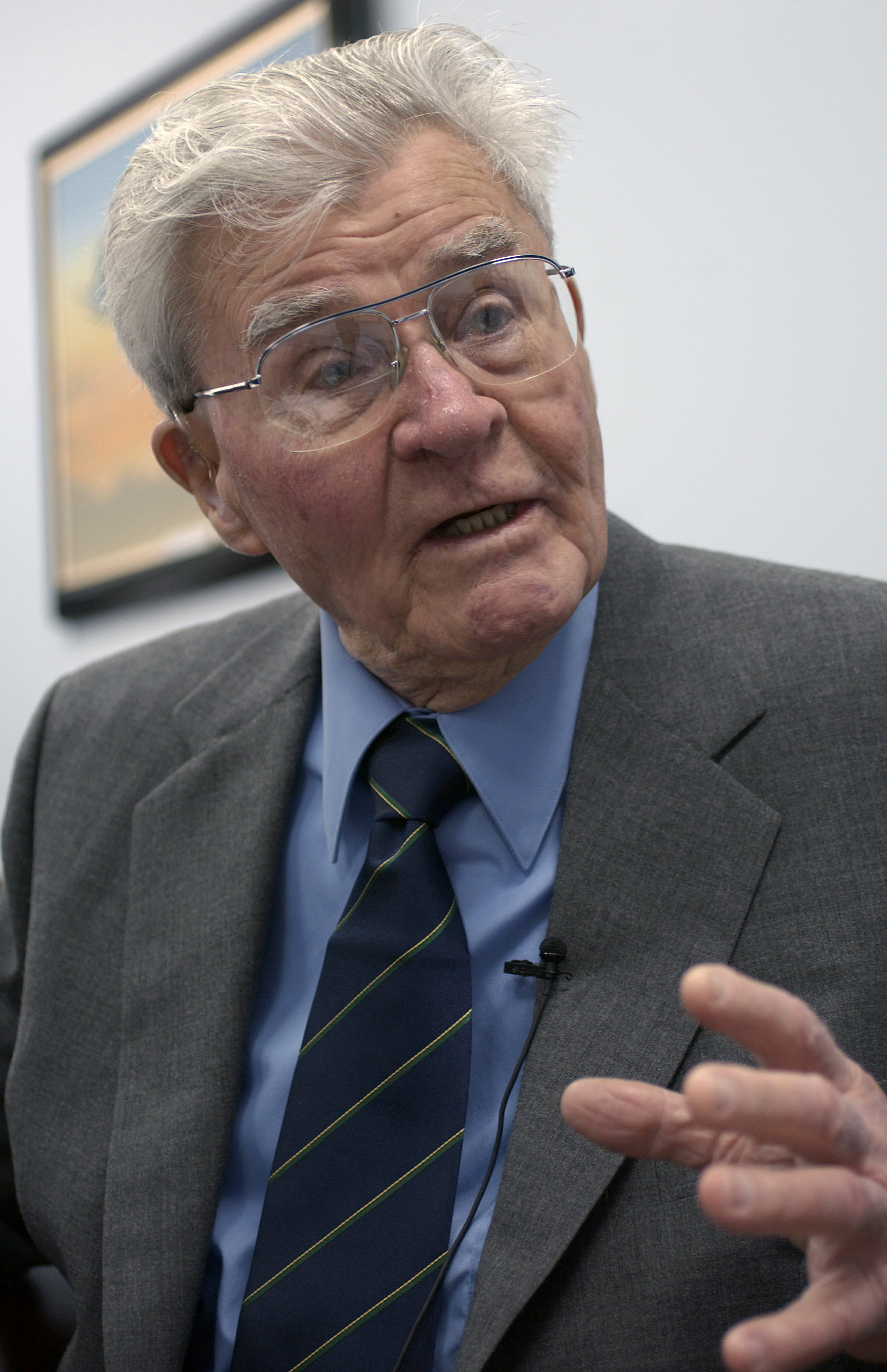
Paul Tibbets op 88-jarige leeftijd in 2003

## Onderscheidingen en decoraties
- Distinguished Service Cross
- Distinguished Flying Cross
- Air Medal
- Purple Heart
- Legion of Merit
- Commendation Medal
- European-African-Middle Eastern Campaign Medal
- Asiatic-Pacific Campaign Medal
- American Defense Service Medal
- American Campaign Medal
- World War II Victory Medal
- National Defense Service Medal